# John Hanson (politiker)
John Hanson, född 3 april 1721 i Charles county i Maryland, död 15 november 1783, amerikan som var delegat i kontinentala kongressen för Maryland. Eftersom han var den förste ordföranden ("presidenten") för den kontinentala kongressen under konfederationsartiklarna mellan 1781 och 1782 förekommer det att han betecknas som den förste presidenten i USA, även om denna titel i allmänhet ges till George Washington.
Mellan åren 1757 till 1768 var han nästan utan avbrott medlem av provinsen Marylands lagstiftande församling. År 1773 flyttade han till Frederick County i samma stat där han bland annat anlade flera fabriker som tillverkade krigsmateriel. År 1779 blev han invald som delegat i kontinentala kongressen och första måndagen i november 1781 blev han vald till president of United States in Congress Assembled för en mandatperiod på ett år.

## Svenskättad?
I en biografi över John Hanson skriven av Bruce Kramer påstås det att han skulle vara släkt med Gustav II Adolf i rakt nedstigande led. Andra har gjort gällande att han skulle vara ättling till Gustav Vasa. I Nordisk familjebok från 1909 står det att han härstammar från en av de svenskar som utvandrade till Nya Sverige i Delaware under 1600-talet.
Sedermera har det emellertid visat sig att inga av dessa uppgifter överensstämmer med verkligheten. Med stor sannolikhet härstammar John Hanson från England, spåren bakåt i historien pekar mot 1200-talets Yorkshire, ett område som några århundranden tidigare var del av Danelagen.